# Adolf Baring
Karl August Eduard Adolf Baring (* 14. Oktober 1860 in Celle; † 3. März 1945 in Dresden) war ein deutscher Jurist.

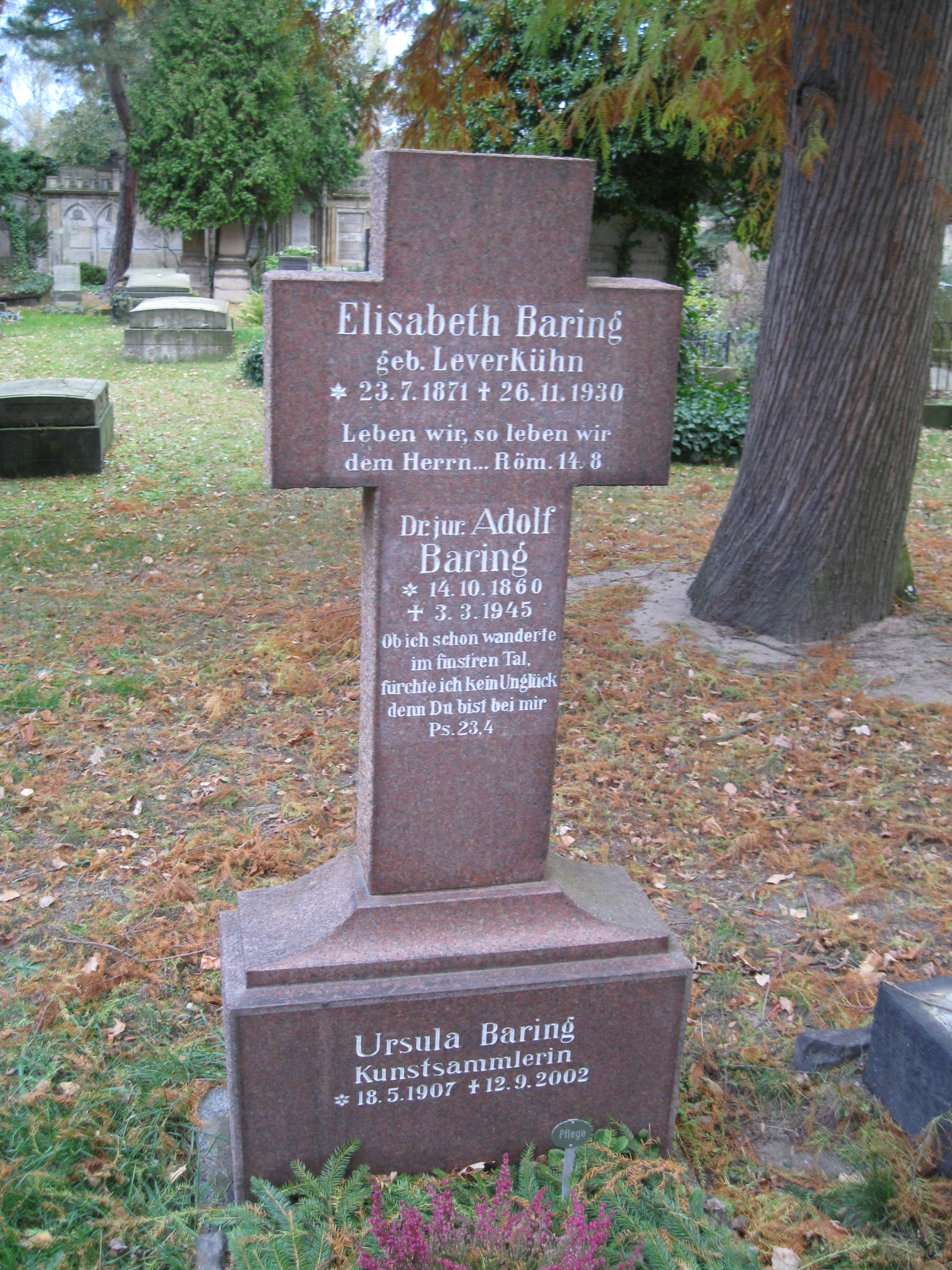
Grabstein von Adolf Baring sowie Frau und Tochter auf dem Trinitatis-Friedhof in Dresden-Johannstadt

## Biografie
Baring stammte aus der Baring-Familie. Er kam als Sohn des Sanitätsrats William Baring und der Luise Rose zur Welt. Er besuchte das Gymnasium in Celle und studierte nach dem Abitur Rechtswissenschaften an den Universitäten Leipzig und München. Während seines Studiums wurde er 1880 Mitglied der Leipziger Universitäts-Sängerschaft zu St. Pauli. Von 1883 bis 1892 war er Referendar und Gerichtsassessor in Pirna, Leipzig und Dresden, sowie Landgerichtsrat in Leipzig. Von 1906 bis 31. Dezember 1925 war er königlich sächsischer Oberlandesgerichtsrat am Oberlandesgericht Dresden. Zugleich war er von 1913 bis 1933 Syndikus der Oberpostdirektion Dresden.
Als engagierter lutherischer Christ war Baring Mitglied der Allgemeinen Evangelisch-Lutherischen Konferenz.
Er verfasste etliche genealogische und historische Studien. Baring war der Vater des Juristen Martin Baring, des Pfarrers Georg Baring und der Kunstsammlerin Ursula Baring. Sein Enkel war der Historiker Arnulf Baring.

## Schriften
- Aufwendg., 1904
- Konfessionssch. in Sachsen und Württemberg, 1910
- Religiöse Erziehung, 1912
- Geschichte der Familie Baring, 1917
- 40 Sätze zum kirch. Aufbau, 1919
- Der Adel u. s. Name, 1920
- Franz Baring, erster Landessupint. von Sachsen-Lauenburg, 1931 (online auf pkgodzik.de)
- zivilrechtliche, kirchenrechtliche und schulrechtliche, sowie namens- und adelsrechtliche Abhandlungen in juristischen, kirchlichen und politischen Zeitschriften, sowie im Roland und Herold